# Mesopotamichthys sharpeyi
Mesopotamichthys sharpeyi és una espècie de peix cipriniforme de la família dels ciprínids.

## Morfologia
- Els mascles poden assolir 42,7 cm de longitud total i 800 g de pes.[2][3]

## Hàbitat
És un peix d'aigua dolça i de clima subtropical.

## Distribució geogràfica
Es troba a Àsia: és una espècie de peix endèmica de les conques dels rius Tigris i Eufrates.